# Autobahn A20 (Schweiz)
Die Autobahn A20 beziehungsweise Autostrasse A20 erschliesst zum einen die Verbindung zwischen der Autobahn A1 und der Autobahn A5 auf der Strecke Bern – Neuenburg. Ein erstes Teilstück wurde in Autobahnstandard als Umfahrung Kerzers realisiert. Später wurde dieses jedoch deklassiert und der Streckenverlauf geändert – nun erfolgt die Anbindung an die A1 nicht mehr über den Anschluss Kerzers (der als Autobahnverzweigung angelegt wurde), sondern über den Anschluss Murten. Im Ausbaustandard führt sie als Autostrasse von Ins im Kanton Bern zur Zihlbrücke an der Kantonsgrenze. Dieser Abschnitt wurde erst 2020 der Autobahn 20 zugeteilt.
In einem zweiten Teil verbindet die A20 die untere und die obere Region innerhalb des Kantons Neuenburg. Sie ist dort als Autobahn (Allée des Défricheurs) von Neuchâtel durch das Val de Ruz nach Les Hauts-Geneveys, anschliessend wiederum als Autostrasse mit zwei Tunnels durch die Vue des Alpes nach La Chaux-de-Fonds realisiert. Ein weiteres Autobahn-Teilstück befindet sich bei Le Crêt-du-Locle zwischen La Chaux-de-Fonds und Le Locle.
Diese Abschnitte sind seit 2020 Teil der Nationalstrasse 20, davor waren die Strassen kantonal. Der Berner Teil wurde als T10 bezeichnet, der Neuenburger Teil als J20. Die Anbindung an die A1 erfolgt im Kanton Freiburg.

## Geschichte
| Jahr | Teilstück                                   |
| ---- | ------------------------------------------- |
| 1981 | Verzweigung Kerzers zur A1 (damals noch N1) |
| 1994 | Valangin - La Chaux-de-Fonds                |
| 2000 | Neuchâtel Vauseyon - Abschnitt Valangin     |
| 2002 | Ins - Gampelen                              |
| 2004 | Umfahrung Le Crêt-du-Locle                  |

### Verbindung A1 zur A5
Beim Bau der N1 Bern – Yverdon in den 1980er-Jahren wurde die Verbindung zwischen Bern und Neuenburg als Abzweigung bei Kerzers vorgesehen und als richtungsgetrennte Autobahn in Form einer Umfahrung von Kerzers bis zur Hauptstrasse 10 gebaut. Der Verkehr zwischen Bern und Neuchâtel wurde über die Hauptstrasse 10 durch Müntschemier, Ins, Gampelen als Dorfdurchfahrt geführt. Als nächster Schritt wurde mit Zielvorgabe der Eröffnung zur Expo.01 die Verbindung Zihlbrücke bis Ins gebaut, die zur um ein Jahr verschobenen Expo.02 dann auch eröffnet werden konnte. Als Folge stellte sich das Problem, dass von den drei Dorfdurchfahrten nur eine wegfiel. Nun wurde die Linienführung geändert: die ursprünglich nicht als Hauptstrasse gekennzeichnete Verbindung zwischen Ins und Galmiz/Murten wurde an die Hauptstrasse 182 ins Hauptstrassennetz aufgenommen – die Hauptstrasse 182 verband ursprünglich nur Fribourg mit Murten. Zwar können so nun fast alle Dorfdurchfahrten vermieden werden – nur Sugiez wird am Rande tangiert – die Streckenführung bei der Ausfahrt Murten über einen unbewachten Bahnübergang der Broyelinie, an dem im Jahre 1969 fünf Menschen ihr Leben verloren, sowie über mehrere vielbefahrene Kreisel, ist jedoch alles andere als optimal. Um gefährliche Situationen abzufangen, wurde zu Beginn der Eröffnung der damaligen T10 zwischen Gampelen und Ins vor dem Bau des Kreisels Champ Raclé ein Linksabbiegen verboten, so dass auf dem Normalstrassennetz die Strecke von Ins nach Galmiz über den Löwenbergkreisel und zurück geführt wurde. Eine Reaktivierung der ursprünglichen Strecke (via Autobahnverzweigung Kerzers) würde jedoch eine Ortsumfahrung südlich von Ins und Müntschemier bedingen, was infolge notwendiger Landabtretungen derzeit aber kein Thema ist.
Per 1. Januar 2020 übernahm der Bund die damalige T10 vom Kanton Bern und die J20 vom Kanton Neuenburg, was dazu führte, dass auch auf diesen Teilstücken – wie auf den anderen vom Bund übernommenen Autobahnen – die Vignettenpflicht eingeführt wurde.

### Querverbindung zwischen A20 und A16
Im Jahr 2000 reichte der SVP-Nationalrat Walter Schmied eine Motion ein, um die Strecke zwischen der A16 im Vallon de St-Imier vom Sonceboz-Kreuz aus zum Autobahntunnel der damaligen J20 (und jetzigen A20) auf Höhe des Fenêtre des Convers als Nationalstrasse zweiter oder dritter Klasse aufzuwerten. Weiter wird eine kurze Verbindung vom Tunnel des Fenêtre des Convers nach La Cibourg vorgeschlagen, was die betroffenen Kantone Bern, Neuenburg und Jura unterstützen würden (dies wäre eine Art Ostumfahrung von La Chaux-de-Fonds zwischen den Franches-Montagnes und dem Val-de-Ruz (resp. Neuenburg)). Der Vorstoss wurde vom Bundesrat jedoch nur in Form eines Postulats überwiesen (was keinen verbindlichen Auftrag bedeutet, sondern nur eine ernsthafte Prüfung des Anliegens).

## Zukunft
Geplant ist eine Umfahrung von Le Crêt-du-Locle bis nach La Chaux de Fonds und Le Locle.